# Bequimão
Bequimão est une municipalité brésilienne située dans l'État du Maranhão.